# Marcela González Salas
María Marcela González Salas y Petricioli (Ciudad de México, México, 18 de noviembre de 1947 - ibíd., 22 de abril de 2023) fue una política mexicana del Partido Revolucionario Institucional (PRI). Fue licenciada en economía egresada del Instituto Tecnológico Autónomo de México (ITAM), con maestría en administración pública por el Instituto Nacional de Administración Pública (INAP), y obtuvo una maestría en artes en la Universidad Anáhuac.

## Partido Revolucionario Institucional
Durante su militancia en el Partido Revolucionario Institucional se desempeñó de noviembre de 1973 a mayo de 1976 como Jefa de Departamento de Estudios Económicos del Fondo Nacional de Fomento al Turismo (Fonatur). De mayo de 1977 a abril de 1979 fue jefa de departamento en la Dirección de Instituciones Nacionales de Crédito de la SHCP. De septiembre de 1981 a noviembre de 1982, fue diputada local por la XLVIII Legislatura del Estado de México. De diciembre de 1982 a mayo de 1985, oficial mayor de la Secretaría de Programación y Presupuesto SPP. De septiembre de 1985 a septiembre de 1987, fue diputada federal por el XXX Distrito del Estado de México por la LIII Legislatura. De septiembre de 1987 a septiembre de 1989, trabajó como coordinadora de apoyo municipal para el gobierno del estado de México. Entre marzo de 1991 y febrero de 1993, fue jefa de asesores de la Coordinación de Desincorporación de la SHCP. En 1993, fue directora de Administración del Banco de Obras y Servicios Públicos (Banobras). Entre septiembre de 1993 y septiembre de 1999 fue directora general del Instituto de Seguridad Social del Estado de México y Municipios (ISSEMyM). Entre septiembre de 1999 y septiembre de 2001 fue directora general del Instituto Mexiquense de Cultura en el gobierno mexiquense. De enero de 2002 a enero de 2003 se desempeñó como Secretaria Técnica de la Coordinación Parlamentaria de las Américas (COPA).[cita requerida]

## Partido de la Revolución Democrática
En 2003, a través del Partido de la Revolución Democrática, fue candidata a la presidencia municipal de Ecatepec y posteriormente diputada federal por la LIX Legislatura, y fue presidente de la Cámara de Diputados en el periodo de sesiones correspondiente a 2006.[cita requerida]

## Regreso al PRI
En junio de 2009 se reintegró al Partido Revolucionario Institucional. En febrero de 2010 fue nombrada directora general de Gobierno, Región IV del Gobierno del Estado de México, cargo que ocupó hasta el 30 de octubre del mismo año. En noviembre de 2010 fue nombrada por el entonces gobernador del estado de México, Enrique Peña Nieto, subsecretaria de Desarrollo Regional del Valle de México, Zona Oriente. El 15 de septiembre de 2011, el gobernador del estado de México, Eruviel Ávila Villegas, la nombró directora general del Sistema de Radio y Televisión Mexiquense, cargo que ocupó hasta el 30 de abril de 2012.[cita requerida]
En enero de 2012, el presidente Enrique Peña Nieto la nombró titular de la Dirección General de Juegos y Sorteos, cargo en el que permaneció hasta el 1 de marzo de 2015, por estar incluida en la lista de candidatos a diputados plurinominales.[cita requerida]
Desde 2017 se desempeñaba como Secretaria de Cultura del Estado de México.

## Muerte
Falleció de cáncer en la madrugada del 22 de abril de 2023.